# Meroux-Moval
Meroux-Moval [meʁu mɔval] est une commune nouvelle française résultant de la fusion — au 1er janvier 2019 — des communes de Meroux et Moval, située dans le département du Territoire de Belfort en région Bourgogne-Franche-Comté. Elles étaient déjà associées entre 1972 et 1997.
Située géographiquement au centre du Territoire de Belfort, la commune est devenue un lieu de passage et de communication important du département au XXIe siècle avec l'aménagement de la RN19 menant vers la Suisse ainsi que la gare de Belfort - Montbéliard TGV, inaugurée en 2011. Elle est connue aussi localement pour son Ouvrage, intégré aux fortifications de Séré de Rivières.

## Géographie

### Climat
Pour des articles plus généraux, voir Climat de la Bourgogne-Franche-Comté et Climat du Territoire de Belfort.
En 2010, le climat de la commune est de type climat des marges montargnardes, selon une étude du Centre national de la recherche scientifique s'appuyant sur une série de données couvrant la période 1971-2000. En 2020, Météo-France publie une typologie des climats de la France métropolitaine dans laquelle la commune est exposée à un climat semi-continental et est dans la région climatique Vosges, caractérisée par une pluviométrie très élevée (1 500 à 2 000 mm/an) en toutes saisons et un hiver rude (moins de 1 °C).
Pour la période 1971-2000, la température annuelle moyenne est de 9,6 °C, avec une amplitude thermique annuelle de 17,5 °C. Le cumul annuel moyen de précipitations est de 1 163 mm, avec 12,3 jours de précipitations en janvier et 10,5 jours en juillet. Pour la période 1991-2020, la température moyenne annuelle observée sur la station météorologique de Météo-France la plus proche, « Dorans », sur la commune de Dorans à 5 km à vol d'oiseau, est de 10,9 °C et le cumul annuel moyen de précipitations est de 974,0 mm. 
La température maximale relevée sur cette station est de 38,1 °C, atteinte le 24 juillet 2019 ; la température minimale est de −16 °C, atteinte le 20 décembre 2009,,.
Les paramètres climatiques de la commune ont été estimés pour le milieu du siècle (2041-2070) selon différents scénarios d'émission de gaz à effet de serre à partir des nouvelles projections climatiques de référence DRIAS-2020. Ils sont consultables sur un site dédié publié par Météo-France en novembre 2022.

## Urbanisme

### Typologie
Au 1er janvier 2024, Meroux-Moval est catégorisée bourg rural, selon la nouvelle grille communale de densité à sept niveaux définie par l'Insee en 2022.
Elle est située hors unité urbaine. Par ailleurs la commune fait partie de l'aire d'attraction de Belfort, dont elle est une commune de la couronne,. Cette aire, qui regroupe 91 communes, est catégorisée dans les aires de 50 000 à moins de 200 000 habitants,.

## Toponymie
Le nom de la commune est formé de l'accolement des deux communes déléguées la composant.

## Histoire
Le 15 juillet 1972, Meroux fusionne avec Moval mais sous la forme d'une association, permettant aux deux communes de se séparer, ce qu'elles firent le 1er janvier 1997.
Le 1er janvier 2019, les deux communes opèrent un retour aux limites fixées en 1972 conformément à un arrêté préfectoral du 21 décembre 2018.

## Politique et administration

### Liste des maires
| Période         | Période  | Identité         | Étiquette | Qualité |
| --------------- | -------- | ---------------- | --------- | ------- |
| avant 1988      | ?        | Michel Brouque   |           |         |
| 10 janvier 2019 | En cours | Stéphane Guyod , |           |         |

## Population et société

### Démographie
| Nom            | Code Insee | Intercommunalité | Superficie (km2) | Population (dernière pop. légale) | Densité (hab./km2) |
| -------------- | ---------- | ---------------- | ---------------- | --------------------------------- | ------------------ |
| Meroux (siège) | 90068      | CA Grand Belfort | 8,85             | 1 307 (2017)                      | 148                |
| Moval          | 90073      | CA Grand Belfort | 1,16             | 434 (2016)                        | 374                |

L'évolution du nombre d'habitants est connue à travers les recensements de la population effectués dans la commune depuis sa création.

En 2022, la commune comptait 1 420 habitants, en évolution de +8,9 % par rapport à 2016 (Territoire de Belfort : −2,78 %, France hors Mayotte : +2,11 %).
| 2016  | 2021  | 2022  |
| ----- | ----- | ----- |
| 1 304 | 1 405 | 1 420 |

### Santé
L'hôpital le plus proche est l'hôpital Nord Franche-Comté situé dans la commune voisine de Trévenans,.

## Héraldique
| Blason de Meroux-Moval | Blason  | Coupé de bleu céleste (!!) à trois jumelles d'or, à deux lettres capitales M de gueules et d'azur, brochant ; et d'un parti d'azur à trois glands versés d'or, et de gueules à trois besants d'or. |
| Blason de Meroux-Moval | Détails | Les 2 M sont pour Meroux-Moval. Le « D’azur à trois pommes de pin renversées d’or » correspond aux armoiries attribuées à la paroisse de Vézelois. Meroux avait donc les mêmes armoiries que Vézelois. En 1958, la commission d’héraldique propose d’y ajouter les armoiries du prieuré Saint-Nicolas « de gueules à trois besants d’or » afin de rappeler le souvenir du prieuré et de différencier les blasons de Meroux et Vézelois. Mais le bleu céleste" du chef est inacceptable dans des armoiries qui ne doivent rien à des origines où cet émail est admis. Le statut officiel du blason reste à déterminer. |